# 4e régiment de grenadiers de la Garde « reine Augusta »
Pour les articles homonymes, voir 4e régiment.

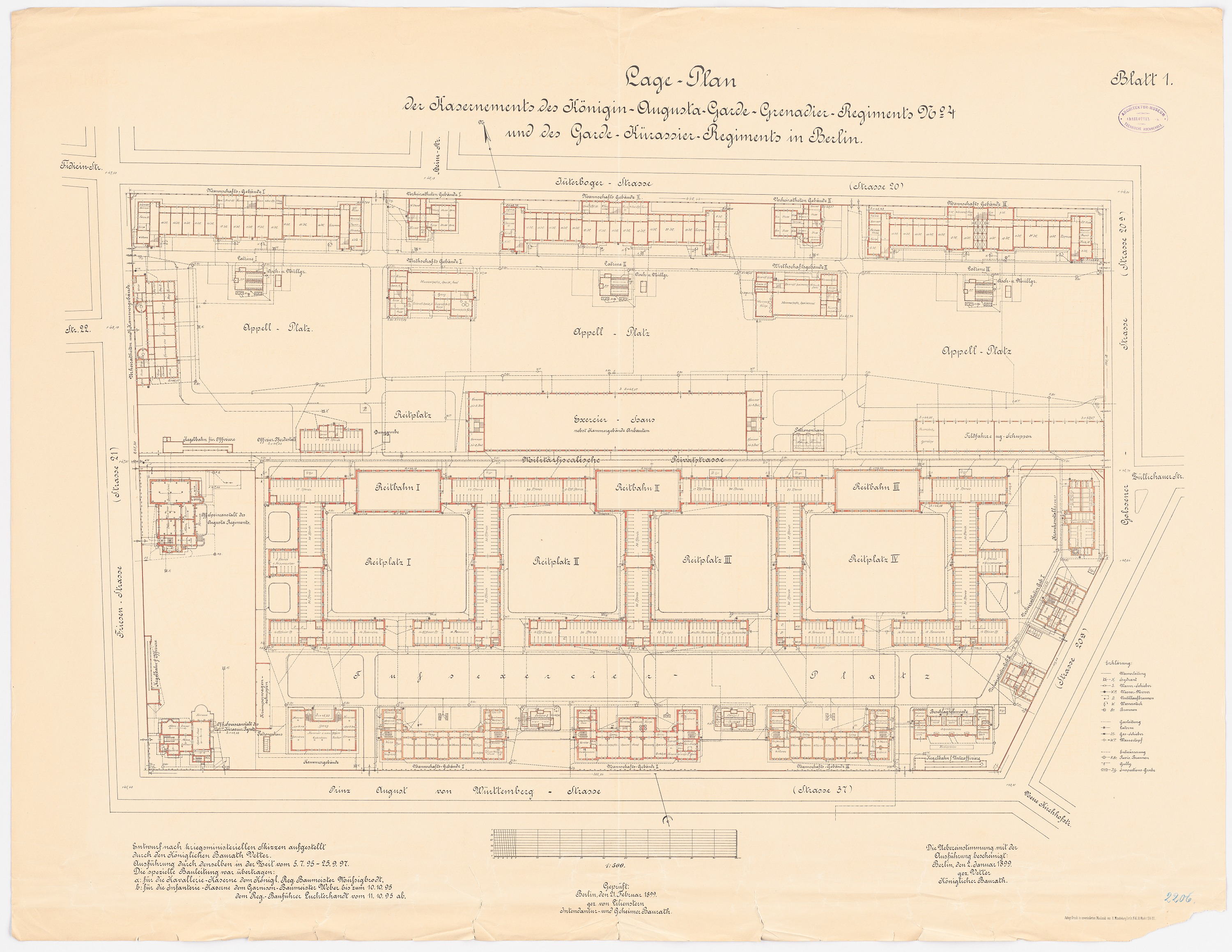
Plan du site de la caserne du 4e régiment de grenadiers de la Garde à Berlin entre Jüterboger Strasse et Prinz-August-von-Würtemberg-Strasse (aujourd'hui: Columbiadamm), vers 1895–1897

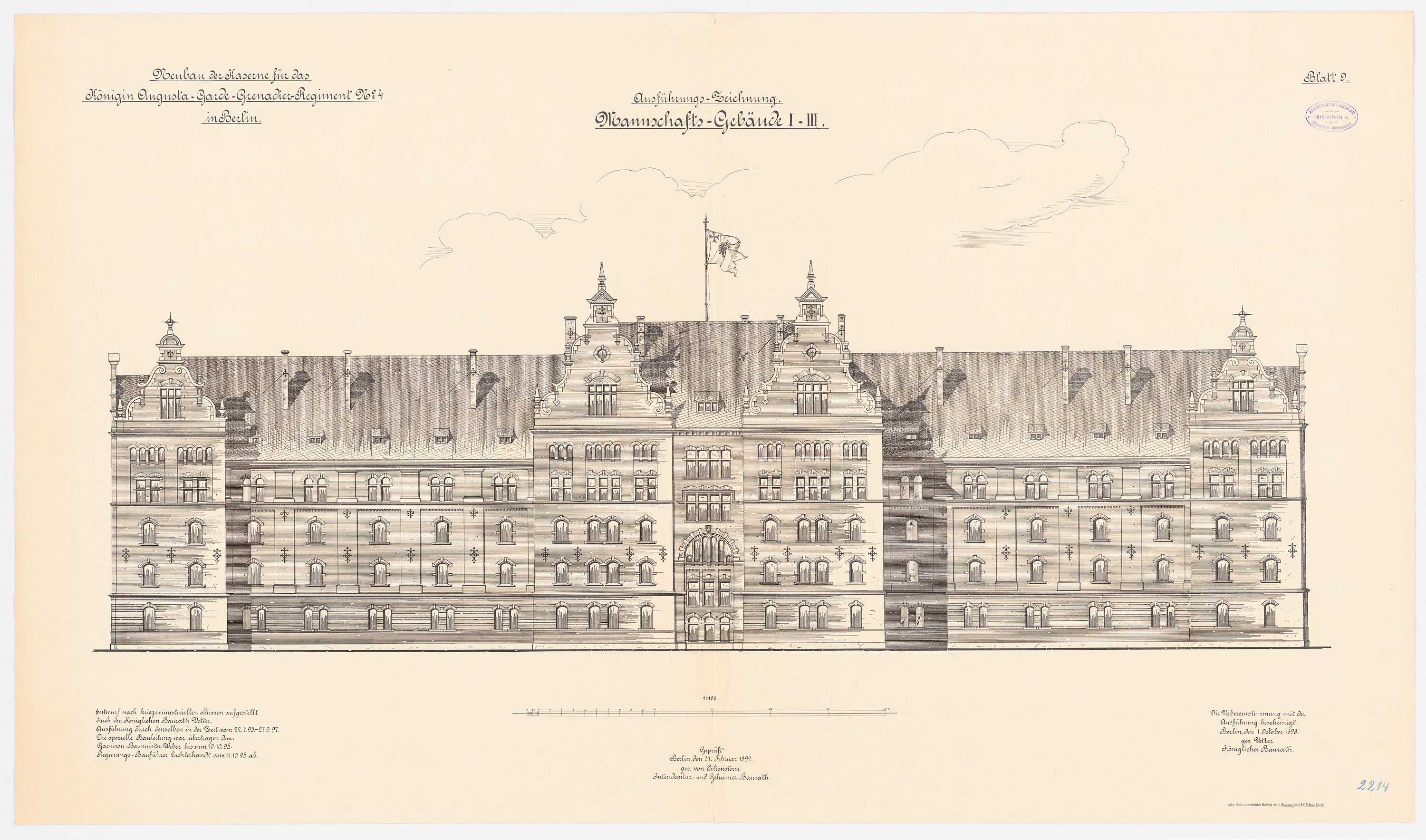
Vue de face des bâtiments d'équipe I - III sur la Jüterboger Straße, vers 1895-1897

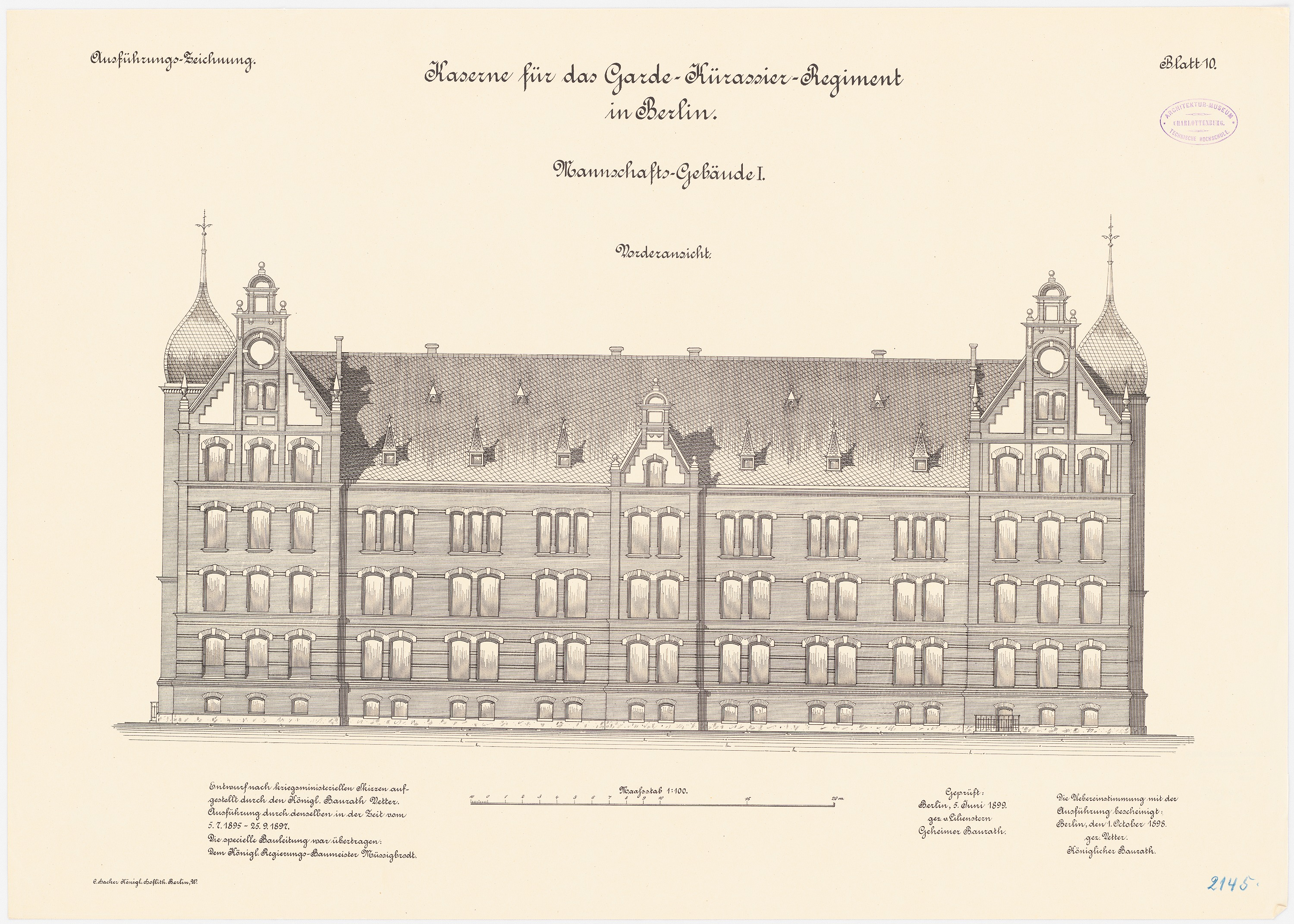
Vue de face des bâtiments d'équipe I - III sur le Columbiadamm actuel, vers 1895-1897

Le 4e régiment de grenadiers de la Garde « reine Augusta » est une unité d'infanterie de l'armée prussienne .

## Histoire
L'unité est créée le 5 mai 1860 en tant que 4e régiment de grenadiers de la Garde. L'unité précédente était le régiment de fusiliers de la Garde, qui existait depuis 1826 sous le nom de régiment de réserve (Landwehr) de la Garde. Jusqu'à sa transformation en régiment actif en 1860, il portait la croix de la Landwehr sur son couvre-chef. Le personnel, le 1er et 2e bataillons sont stationnés à Coblence et le bataillon de fusiliers à Düsseldorf. Avec la nomination de la reine Augusta à la tête du régiment, l'unité reçoit le 18 octobre 1861 un nouveau nom et est appelé 4e régiment de grenadiers de la garde "reine". Après la mort de la reine en 1890, le régiment est transféré de sa dernière résidence à Coblence à Spandau en 1893. Il est rebaptisé 4e régiment de grenadiers de la Garde « reine Augusta ». Le 1er septembre 1895, la grande-duchesse Louise de Bade est nommée nouveau chef du régiment. En 1897, Berlin devient le dernier lieu d'affectation des "Augustes" en temps de paix (caserne de Columbiadamm).
Pour le 25e anniversaire de direction de la reine de Prusse (AKO du 14 octobre 1886) les officiers actifs du régiment reçoivent en cadeau de nouvelles armes de poing: "épée Augusta" pour les 1er et 2e bataillons et "sabre Augusta" pour le 3e (fusiliers) bataillon. Il s'agit d'épées d'officier d'infanterie et de sabres d'officier fusilier sous une forme distincte qui n'est utilisée que dans ce régiment. Les sous-officiers porte-épée continuent à porter les armes latérales des officiers prussiens réguliers.

### Première Guerre mondiale
Avec le déclenchement de la Première Guerre mondiale, le régiment est mobilisé le 2 août 1914 et se déplace en Belgique neutre en association avec la 2e division de la Garde. C'est là qu'elle prend d'abord part aux batailles de Charleroi et de Guise, entre autres, jusqu'à ce que l'unité passe à la guerre de position en Flandre et en Artois à la mi-octobre 1914. Brièvement subordonné directement au Corps de la Garde en janvier 1915, le régiment fait partie de la 1re division de la Garde du 21 janvier au 20 février 1915, puis rejoint à nouveau la 2e division de la Garde. Avec cette division, l'unité s'est déplacée sur le front de l'Est à la fin du mois d'avril 1915 et participe, entre autres, à la bataille de Gorlice-Tarnów et près de Lemberg. En septembre 1915, le régiment retourne sur le front occidental, participe à la bataille de l'Artois à l'automne 1915 et à la bataille de la Somme en 1916. Cette activité de combat est interrompue par la guerre des tranchées en cours. En octobre 1916, le régiment avait reçu une 2e et une 3e compagnie de MG. Après la bataille du Chemin des Dames et la guerre des tranchées qui suit en Argonne, l'unité revient à l'est une fois de plus. Elle y est engagée dans des combats de position et prend part à la bataille de la percée en Galice orientale et à la bataille de Riga. Le régiment se déplace à nouveau vers l'ouest, où il est initialement utilisé dans la guerre des tranchées sur le chemin des Dames. Il y subit de lourdes pertes, si bien que le 23 octobre 1917, les restes du régiment sont formés en deux bataillons de combat avec trois compagnies de mitrailleuses. À la mi-novembre 1917, après des ajouts, elle se compose à nouveau de trois bataillons. Le 8 septembre 1918, le régiment reçoit une autre compagnie de MW.

### Après-guerre
Après la fin de la guerre, le régiment de Rosenberg est d'abord démobilisé et finalement dissous le 1er juillet 1919. Un bataillon de garde-frontières est formé à partir des restes au début de décembre 1918 et existe ensuite jusqu'en avril/mai 1919. En outre, en janvier 1919, la formation du 4e régiment de grenadiers de la garde volontaire est lancée, qui est également déployé dans la garde frontalière, puis transféré au 51e régiment d'infanterie de la Reichswehr en tant que 3e bataillon.
La tradition est reprise dans la Reichswehr par décret du 24 août 1921 du chef du commandement de l'armée général de l'infanterie Hans von Seeckt par la 9e compagnie du 8e régiment d'infanterie (prussien) à Lübben.

## Commandants
| Grade                 | Nom                                 | Date                                                           |
| --------------------- | ----------------------------------- | -------------------------------------------------------------- |
| Oberstleutnant/Oberst | Guido von Oppell                    | 1er juillet 1860 au 16 mai 1864                                |
| Oberst                | Rudolph von Pawel                   | 17 au 19 mai 1864                                              |
| Oberst                | Rudolph Otto von Budritzki          | 21 mai 1864 au 17 avril 1865                                   |
| Oberstleutnant/Oberst | Otto von Strubberg                  | 18 avril 1865 au 21 mars 1868                                  |
| Oberst                | Gustav von Stiehle                  | 22 mars 1868 au 30 novembre 1869                               |
| Oberstleutnant        | Georg von Waldersee                 | 13 janvier au 30 octobre 1870                                  |
| Oberst                | Armand von Lucadou (de)             | 20 juin 1871 au 10 février 1875                                |
| Oberstleutnant        | Rudolf von Minckwitz (de)           | 11 février 1875 au 11 février 1876                             |
| Oberstleutnant/Oberst | Rudolf von Minckwitz                | 12 février 1876 au 26 décembre 1881                            |
| Oberstleutnant/Oberst | Oskar von Schaurath                 | 27 décembre 1881 au 1er novembre 1882                          |
| Oberst                | Oskar von Schaurath                 | 2 novembre 1882 au 31 août 1887                                |
| Oberstleutnant        | Ludwig von Hammerstein-Loxten       | 1er septembre 1887 au 13 février 1888 (chargé de la direction) |
| Oberst                | Ludwig von Hammerstein-Loxten       | 14 février 1888 au 10 juin 1890                                |
| Oberst                | Ludwig von Falkenhausen             | 11 juin 1890 au 17 juin 1892                                   |
| Oberstleutnant        | Georg von Braunschweig              | 24 septembre 1892 au 26 janvier 1893 (chargé de la direction)  |
| Oberst                | Georg von Braunschweig              | 27 janvier 1893 au 29 mai 1896                                 |
| Oberst                | Gustav von Seckendorff              | 30 mai 1896 au 26 janvier 1898                                 |
| Oberst                | Wilhelm von Kanitz                  | 27 janvier 1898 au 27 mai 1901                                 |
| Oberst                | Thilo von Westernhagen (de)         | 28 mai 1901 au 21 avril 1905                                   |
| Oberst                | Hans von Guretzky-Cornitz (de)      | 22 avril 1905 au 30 avril 1908                                 |
| Oberst                | Horst von Oetinger                  | 1er mai 1908 au 21 mars 1912                                   |
| Oberst                | Hans von Below                      | 22 mars 1912 au 31 juillet 1914                                |
| Oberstleutnant        | Georg von Walther                   | 2 août 1914 au 19 mai 1915                                     |
| Oberst                | Rudolf von der Osten                | 9 juin 1915 au 3 juin 1916                                     |
| Oberstleutnant        | Gustav von Struensee                | 4 juin 1916 au 3 novembre 1917                                 |
| Oberstleutnant        | Hans Tieschowitz von Tieschowa (de) | 4 novembre 1917 au 21 janvier 1918                             |
| Oberst                | Karl Grote                          | 22 janvier au 25 juillet 1918                                  |
| Major                 | Walter von Schleinitz (de)          | 26 juillet 1918 au mars 1919                                   |

## Monument

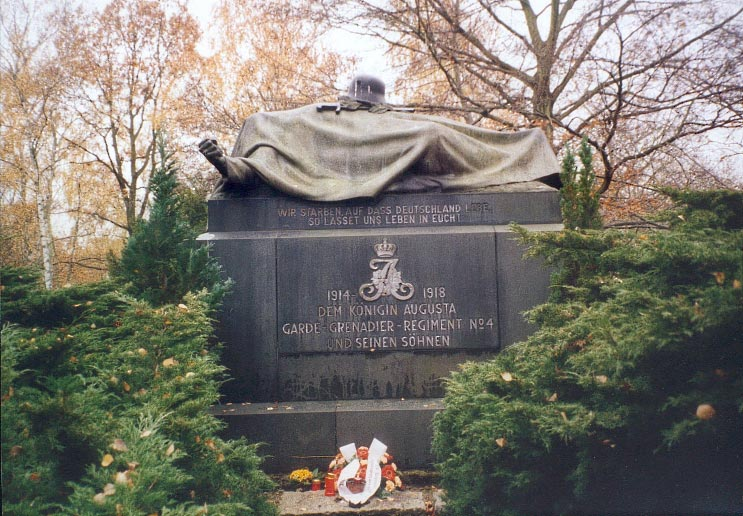
Monuments aux morts construit en 1925 au cimetière de Columbiadamm à Berlin

Le monument aux morts de la Première Guerre mondiale se trouve au cimetière de Columbiadamm à Berlin-Tempelhof (ancien cimetière de la nouvelle garnison); il provient du sculpteur Franz Dorrenbach et est solennellement inauguré le 11 octobre 1925 en présence du président du Reich Paul von Hindenburg.